# Rat der Werktätigen deutscher Nationalität
Der Rat der Werktätigen deutscher Nationalität (rumänisch Consiliul Oamenilor Muncii de Naționalitate Germană) repräsentierte von 1968 bis zur Rumänischen Revolution 1989 die Minderheit der Rumäniendeutschen in der Sozialistischen Republik Rumänien.

## Geschichte

### Politische Situation
In den ersten Jahren nach dem Amtsantritt des neuen rumänischen Staats- und Parteichefs Nicolae Ceaușescu 1965 nahm die rumänische Minderheitenpolitik anfänglich einen liberaleren Kurs. Ceaușescu wollte nach der gewaltsamen Niederschlagung des Prager Frühlings durch die am 21. August 1968 in die Tschechoslowakische Sozialistische Republik einmarschierenden Truppen des Warschauer Paktes seine Macht konsolidieren bzw. die Gesellschaft einer totalen Kontrolle unterziehen. Dass ihm das in jenen Tagen möglich sein würde, stellte er beim Jubel fest, den ihm die rumänischen Bürger damals ehrlich entgegenbrachten, da er sich geweigert hatte, die Rumänische Armee nach Prag zu entsenden. Zu diesem Zweck rief Ceaușescu die „Front der sozialistischen Einheit“ (FSE) ins Leben (später „Front der sozialistischen Demokratie und Einheit“), die alle vorhandenen Organisationen und mehrere neue zusammenfasste.
Erstes Aufsehen erregte der Empfang der „Chefs der Kulte“, die Ceaușescu als Vorsitzenden des Staatsrates (seit Dezember 1967) am 28. Februar 1968 zu seiner „Antrittsaudienz“ empfing. Alle anerkannten Glaubensgemeinschaften und Religionen Rumäniens waren durch geistliche und weltliche Vertreter repräsentiert. Zu den empfangenen Würdenträgern gehörten Bischof Áron Márton des römisch-katholischen Erzbistums Alba Iulia, der wenige Jahre zuvor aus dem Gefängnis entlassen worden war und in Begleitung des Konsistorialrats Iosif Huber erschien, sowie der Bischofsvikar Hermann Binder und der Landeskirchenkurator Albert Hochmeister der Evangelischen Kirche A. B. in Rumänien.
Am 3. Juli 1968 fand die „Beratung beim Zentralkomitee (ZK) der Rumänischen Kommunistischen Partei (RKP) mit Wissenschaftlern und Kulturschaffenden aus den Reihen der deutschen Nationalität“ statt. Hieran nahmen Anton Breitenhofer, Arnold Hauser, Paul Schuster, Eduard Eisenburger, Carl Göllner, Carl Saal, Johann Wolf, Nikolaus Berwanger, Hanns Schuschnig, Ewalt Zweyer, Georg Scherg, Norbert Petri, Paul Schuller, Johann Székler, Hedi Hauser und Franz Liebhard teil. Wissenschaftler und Kulturschaffende der ungarischen Minderheit hatten am 27. Juni 1968 Beratungen abgehalten. Bereits im Mai 1968 führte Ceaușescu ein Gespräch mit der Leitung des Schriftstellerverbandes, ein weiteres fand am 6. November statt.

### Räte der mitwohnenden Minderheiten
Im Oktober und November 1968 entstanden als neue Organisationen die „Räte der mitwohnenden Minderheiten“, unter diesen auch die Kreisräte und der „Rat der Werktätigen deutscher Nationalität“. Punkt 1 auf der Tagesordnung des Plenums des ZK der RKP, das am 24. Oktober 1968 seine Arbeit aufnahm, behandelte „einige organisatorische Maßnahmen zur unablässigen Festigung der moralisch-politischen Einheit des werktätigen Volkes, der brüderlichen Verbundenheit der rumänischen Werktätigen und der Werktätigen der mitwohnenden Nationalitäten, der Geschlossenheit unserer sozialistischen Nation“. Das Plenum billigte die Vorschläge zur Bildung der FSE sowie der „Räte der Werktätigen der mitwohnenden Nationalitäten“ und beauftragte das Exekutivkomitee des ZK der RKP, „die notwendigen Maßnahmen zu ergreifen, um diese Körperschaften im Laufe des Novembermonats d. J. zu bilden“. An den Wahlen beteiligte sich künftig die RKP „gemeinsam mit allen gesellschaftlichen und Massenorganisationen der Werktätigen im Rahmen der Front der Sozialistischen Einheit“, die als eine „Formation, die alle schöpferischen Kräfte des Volkes vereinigt“ bezeichnet wurde. Ihr traten im November außer den Räten der mitwohnenden Nationalitäten die Landesverbände der Landwirtschaftlichen Produktionsgenossenschaften, der Frauen, der Studentenvereinigungen, der Ingenieure und Techniker, der Juristen, der Kunstschaffenden der Bühnen und Musikinstitutionen, der Handwerkergenossenschaften und anderen bei. Über diese Verbände wurde die Zugriffsmöglichkeit auf alle Bevölkerungsgruppen erreicht.
Für die Rumäniendeutschen sagte Richard Winter bei den Erörterungen des ZK-Plenums: „Die Bildung der Räte der Werktätigen ungarischer, deutscher und anderer Nationalität in der Sozialistischen Republik Rumänien ist ein neuerlicher Beweis der Ausweitung des sozialistischen Demokratismus in unserem Land, schafft neue Möglichkeiten zur aktiven Beteiligung der Werktätigen der mitwohnenden Nationalität an dem gesamten politischen und gesellschaftlichen Leben des Landes“. Die nationalen Minderheiten erhielten hiermit 15 Jahre nach der Auflösung des „Demokratischen Komitees“ – im Fall der Rumäniendeutschen das Deutsche Antifaschistische Komitee (DAK) – wieder eine eigene politische Vertretung erhielten. Sie stand unter strikter Kontrolle der KP, mit ihrer Hilfe versuchte diese die innerhalb der Minderheit bestehenden Probleme zu lösen, die Repräsentanten der Minderheit versuchten ihrerseits Anliegen vorzubringen.
Versammlungen zur Gründung der Kreisräte der Werktätigen aus den Reihen der mitwohnenden Nationalitäten fanden Anfang November statt. Zur Gründung des Gremiums im Kreis Timiș hieß es:  „Alle unsere Kräfte zur Verwirklichung der Parteipolitik“ übertitelt, im Kreis Hermannstadt wollte man einen „Beitrag zur weiteren Festigung der Zusammenarbeit“ leisten. Über die Ratsgründungen in den anderen von Deutschstämmigen bewohnten Kreisen Rumäniens hieß es weiter: „In einer Atmosphäre großer Begeisterung kamen gestern [15. November] Mittag die Vertreter der Räte der Werktätigen deutscher Nationalität aus den Kreisen Temesch, Hermannstadt, Kronstadt, Karasch-Severin, Arad, Alba, Hunedoara, Bistritz-Nassod und Mureș sowie aus Bukarest im Kleinen Saal des ZK der RKP in Bukarest zur Gründungssitzung des Rats der Werktätigen deutscher Nationalität der Sozialistischen Republik Rumänien zusammen“.
Der ehemalige Generalsekretär des DAK, Emmerich Stoffel, kam bei der konstituierenden Sitzung die Aufgabe zu, „die Vorschläge zur Wahl der Mitglieder des Büros des Landesrates der Werktätigen deutscher Nationalität“ zu unterbreiten. Die Wahl der Versammlung fiel auf Eduard Eisenburger als Vorsitzenden und Anton Breitenhofer,  Peter Lamoth, Richard Winter und Paul Schuster (Schriftsteller) als Stellvertretende Vorsitzende. Zum Sekretär wurde Adalbert Millitz gewählt, Mitglieder im Büro waren Friedrich Wächter, Filip Geltz (Stoffels Nachfolger im Amt des DAK-Generalsekretärs), Johann Henning, Nikolaus Pilly und Karl Pfleger. In den Jahren danach wurden viele der Gründungsmitglieder durch andere Personen ersetzt. Der Rat der Werktätigen deutscher Nationalität beschloss den Beitritt zur FSE und schickte ein bestätigendes Telegramm an das ZK der RKP, an den Genossen Nicolae Ceaușescu.

### Folgen
In den Jahren 1971 bis 1972 wurden vier Schulen – je eine in Brașov, Hermannstadt, Timișoara und Arad – mit ausschließlich deutscher Unterrichtssprache neu gegründet. Weil Zeitungen und Illustrierte aus Deutschland fehlten – so der Chefredakteur Ernst Breitenstein der Zeitschrift Neuer Weg 1971 – erreichten die parteitreuen deutschen Publikationen beachtliche Auflagen: die Tageszeitung Neue Banater Zeitung (40.000 Exemplare), die Wochenzeitschriften Karpaten-Rundschau (7000) und Hermannstädter Zeitung (10.000) sowie das Monatsblatt Neue Literatur (2500 Exemplare). Der Minderheitenverlag Editura Kriterion wurde gegründet, deutsche Fernsehsendungen eingeführt und der landeskundlichen Forschung etwas mehr Spielraum gewährt. Das Komitee bemühte sich um die Wiederbelebung von Bräuchen, Blasmusik und Trachten, sowie Heimatmuseen in Städten und Dörfern. Elf Abgeordnete vertraten die deutsche Minderheit in der Großen Nationalversammlung; fünf Deutschsprachige wurden in das ZK der RKP gewählt.
In den 1970er Jahren änderte sich der liberale Kurs. Rumänien wollte seinen eigenen Weg zum Kommunismus gehen. Die zunehmend nationalistischer werdende Politik der RKP versuchte die im Lande lebenden nationalen Minderheiten zu romanisieren, so durften zum Beispiel deutsche Ortsnamen nicht mehr benutzt werden. Privates und kirchliches Kulturgut wurde zum Staatseigentum erklärt; Veräußerungen von Boden untersagt; Auswanderer mussten ihr Eigentum dem Staat überlassen; die Reisefreiheit wurde einschneidend beschränkt. Vom Kindergarten bis zum Staatsexamen wurde im Sinne der kommunistischen Ideologie unterrichtet und erzogen. Die Staatssicherheit Securitate überwachte alles und unterdrückte jede Eigeninitiative. Literarische Zirkel wie zum Beispiel die Aktionsgruppe Banat oder der Literaturkreis „Adam Müller-Guttenbrunn“ wurden verboten; nur die deutschen Sektionen der Volkshochschulen blieben bestehen und wurden zu einer wichtigen Kultureinrichtung. Deutsche Fernsehsendungen wurden unter dem Vorwand der Energiekrise eingestellt. Mit dem Programm zur Systematisierung der Dörfer sollten etwa 7000 kleine Ortschaften aufgelöst werden und die Dorfbevölkerung in ‚agrotechnische‘ Zentren umgesiedelt werden.

## Bewertung
Die Journalistin und Historikerin Hannelore Baier bemerkte: „Hiermit zeigte er eine gewisse Bereitschaft mit den Repräsentanten der Meinungsbilder in der Gesellschaft einen Austausch zu halten. Diese waren angetan von den offenen Gesprächen und merkten erst Jahre später, dass er mit diesen Treffen die Legitimierung seiner Person und seines Regimes suchte und gleichzeitig seine Einflussnahme und die Kontrolle über die gesamte Gesellschaft konsolidierte. Dies wurde in steigendem Maße 1971 klar, als er seine „Juli-Thesen“ lancierte, die das Ende der „liberalen“ Periode bedeuteten.“
Die Politikwissenschaftlerin, Philologin und Journalistin Anneli Ute Gabanyi meinte: „Die Minderung des innenpolitischen Drucks und die zeitweilige Liberalisierung fand jedoch unter den Deutschen nicht das vom Regime erwünschte positive Echo.“